# Taalgevoel
Taalgevoel of taalaanvoelen is de menselijke eigenschap waarmee men intuïtief aanvoelt of een tekst of uitspraak voldoet aan de regels van grammatica en stijl. Taalgevoel verhoudt zich tot taalkennis zoals gezond verstand zich verhoudt tot wetenschap. Het is dus een beetje gevaarlijk alleen op je taalgevoel af te gaan. Best is taalgevoel te combineren met taalkennis, wat leidt tot een grote taalvaardigheid.
In de cognitieve taalkunde wordt het belang van intuïtie soms aangehaald: daarmee bedoelt men dat een hypothese psychologisch adequaat hoort te zijn. In die optiek leveren linguïsten die tegen het transformationalisme gekant zijn geregeld de kritiek dat ingewikkelde syntactische systemen die verondersteld worden in de competentie van de taalgebruiker aanwezig te zijn, contra-intuïtief zouden zijn en derhalve indruisen tegen het taalgevoel.
De keerzijde van de medaille is dat een blindelings vertrouwen op de concreet aangetroffen stukken taal, zoals in zuivere corpuslinguïstiek, vaak weinig ruimte voor speculatie laat: statistische gegevens over taal zeggen op zich namelijk weinig of niets over de psychische processen die erachter liggen. Om die reden gaan er ook onder linguïsten die op corpora vertrouwen, stemmen op wat meer op de intuïtie af te gaan, temeer daar het beschikbare materiaal voor historische taalkunde dikwijls ontoereikend is.
Een extreem doorgedreven vorm van taalkunde die zich enkel op het taalgevoel verlaat, is het mentalisme; in het algemeen zijn de meeste taalkundigen het er evenwel over eens dat er een zeker evenwicht hoort te bestaan tussen theorievorming en psychologische adequaatheid. 

## Begrip in het dagelijks leven
Taalgevoel an sich heeft echter weinig betekenis voor de wetenschappelijke discipline van de linguïstiek, noch voor die van de taalpedagogiek. Ofschoon de term in het dagelijkse leven vaak wordt gebruikt om iemands "aanleg" voor taal weer te geven (de zogenaamde talenknobbel), valt die aanleg moeilijk te meten, en hetzelfde geldt voor de vermeende verschillen in taalgevoel tussen individuen.
Bekend is bijvoorbeeld het verschijnsel dat iemand makkelijker een nieuwe taal lijkt te leren, naarmate hij meer vreemde talen kent. Dat ervaringsgegeven pleit niet zozeer voor het taalgevoel van de talenkenner als voor zijn belangstelling voor talen en voor zijn ervaring met het leren van talen.
Ook bedrevenheid in het vertalen is niet gemakkelijk aan een verondersteld taalgevoel toe te schrijven. Hierbij wordt vaak het voorbeeld aangehaald van iemand die twee talen (nagenoeg) volmaakt beheerst, maar die slecht in staat is een goede vertaling te maken tussen die twee talen. 